# SN 1986G
SN 1986G是艾文思在1986年5月3日發現的超新星。它的宿主星系是位於半人馬座，距離地球大約15,000,000光年的半人馬座A。由於距離1500萬光年，因此它是在1500萬年前爆炸的超新星。
SN 1986G位於半人馬座A塵埃帶的中間偏左半部，呈現藍-綠色的光芒。呈現藍綠色是因為大衛馬林是在這顆超新星爆炸一年之後才使用紅色乾片拍攝，而那時它的光度已經黯淡了。

## 外部連結
- Radio Observations of the Type Ia SN 1986G and Constraints on the Symbiotic-Star Progenitor Scenario